# Campionato argentino di rugby a 15
Il Torneo Argentino de Selecciones è il campionato nazionale argentino di rugby a 15; fu organizzato per la prima volta nel 1945, quando l'allora River Plate Rugby Union, oggi Union Argentina de Rugby, organizzò un torneò veramente nazionale con lo scopo principale la diffusione del gioco nell'interno, la sua conoscenza tecnica e regolamentare tra tutti coloro che praticano questo sport.
Parteciparono al primo torneo del 1945 le squadre invitate:
- la selezione della Capital, ossia di Buenos Aires
- la selezione della Provincia di Buenos Aires
- Unión de Rugby del Norte (Tucumán),
- San Martín Rugby Club de Villa María,
- Combinado de Rosario y Santa Fe,
- Montevideo Cricket Club, (squadra uruguayana tradizionalmente legata al rugby argentino, con il quale intratteneva rapporti sin dal 1875)
- C. A. Estudiantes de Paraná
- Unión Cordobesa de Rugby.

Parteciparono quindi alla prima sia selezioni di provincia sia club (successivamente escluse diventando il torneo riservato alle provincie).
Il primo torneo venne vinto come previsto dalla selezione della Provincia che batté in finale la selezione della Capital, secondo un dominio delle selezioni bonaerensi che durerà a lungo. Solo nel 1954 si intromette tra le due la terza selezione della Provincia di Buenos Aires, la selezione de La Plata, (allora Ciudad Eva Peron) che arriverà in finale, e solo nel 1961 arriverà il successo di una provincia dell'Interior.
Nel 1960 viene soppressa la selezione de "La Plata" e nel 1961 le due rimanenti selezioni della Capital e della Provincia si fonderanno nella selezione unica di Buenos Aires.

## Albo d'oro e finali
Come "URBA" sono le indicate le vittorie della selezione di Buenos Aires, anche prima del 1996 quando la stessa venne formalmente fondata.
| Edizione | Data della finale | Vincitore      | Finalista                   | Risultato           | Luogo della finale                        | Spettatori |
| 1945     | 30 settembre      | Provincia      | Capital                     | 5-4                 | Estadio de Maldonado, Buenos Aires        |            |
| 1946     | 29 settembre      | Provincia      | Capital                     | 9-6                 | Estadio de Maldonado, Buenos Aires        |            |
| 1947     | 21 settembre      | Provincia      | Capital                     | 18-4                | Estadio de Maldonado, Buenos Aires        |            |
| 1948     | 18 luglio         | Capital        | Provincia                   | 20-18               | Club Atlético de San Isidro, Buenos Aires |            |
| 1949     | 31 luglio         | Provincia      | Capital                     | 16-12               | Club Atlético de San Isidro, Buenos Aires |            |
| 1950     | 17 settembre      | Provincia      | Capital                     | 6-0                 | Gimnasia y Esgrima, Buenos Aires          |            |
| 1951     | 2 settembre       | Provincia      | Capital                     | 16-12               | Gimnasia y Esgrima, Buenos Aires          |            |
| 1952     | 28 settembre      | Provincia      | Capital                     | 6-0                 | Buenos Aires                              |            |
| 1953     | 6 settembre       | Capital        | Provincia                   | 10-9                | Buenos Aires                              |            |
| 1954     |                   | Provincia      | Ciudad Eva Perón (La Plata) | 9-8                 | Buenos Aires                              |            |
| 1955     | 16 ottobre        | Capital        | Provincia                   | 6-3                 | Club Atlético de San Isidro, Buenos Aires |            |
| 1956     | 30 settembre      | Provincia      | La Plata                    | 13-9                | Club Atlético de San Isidro, Buenos Aires |            |
| 1957     | 29 settembre      | Capital        | Provincia                   | 11-0                | Club Atlético de San Isidro, Buenos Aires |            |
| 1958     | 5 ottobre         | Capital        | Provincia                   | 11-6                | Club Atlético de San Isidro, Buenos Aires |            |
| 1959     | 27 settembre      | Provincia      | Capital                     | 3-0                 | Gimnasia y Esgrima, Buenos Aires          |            |
| 1960     | 2 ottobre         | Provincia      | Capital                     | 17-0                | Club Atlético de San Isidro, Buenos Aires |            |
| 1961     | 30 settembre      | Mar del Plata  | Rosario                     | 16-0                | Club Atlético de San Isidro, Buenos Aires |            |
| 1962     | 12 ottobre        | URBA           | Rosario                     | 18-11               | Plaza Jewell, Rosario                     |            |
| 1963     | 29 settembre      | URBA           | Córdoba                     | 9–3                 | Club Atlético de San Isidro, Buenos Aires |            |
| 1964     | 10 ottobre        | URBA           | Rosario                     | 16-12               | Plaza Jewell, Rosario                     |            |
| 1965     | 3 ottobre         | Rosario        | URBA                        | 8–6                 | San Isidro Club, Buenos Aires             |            |
| 1966     | 17 agosto         | URBA           | Tucumán                     | 38–3                | Tucumán                                   |            |
| 1967     | 19 agosto         | URBA           | Rosario                     | 19–9                | Plaza Jewell, Rosario                     |            |
| 1968     | 18 agosto         | URBA           | Rosario                     | 18–3                | Belgrano AC, Buenos Aires                 |            |
| 1969     | 17 agosto         | URBA           | Rosario                     | 22–3                | Jockey Club, Cordoba                      |            |
| 1970     | 17 agosto         | URBA           | Córdoba                     | 38–0                | Mar del Plata                             |            |
| 1971     | 12 ottobre        | URBA           | Rosario                     | 14–8                | Mendoza                                   |            |
| 1972     | 19 agosto         | URBA           | Rosario                     | 33–3                | Santa Fe                                  |            |
| 1973     | 19 agosto         | URBA           | Cuyo                        | 14–0                | Cordoba                                   |            |
| 1974     | 17 agosto         | URBA           | Cuyo                        | 16–13               | Mar del Plata                             |            |
| 1975     | 17 agosto         | URBA           | Tucumán                     | 42–6                | Tucumán, Lawn tennis Club                 |            |
| 1976     | 10 ottobre        | URBA           | Cuyo                        | 19–9                | Trelew                                    |            |
| 1977     | 10 luglio         | URBA           | Rosario                     | 15–13               | Resistencia, Club Universitario           |            |
| 1978     | 3 settembre       | URBA           | Rosario                     | 31–18               | Rosario, Plaza Jewell                     |            |
| 1979     | 16 settembre      | URBA           | Rosario                     | 47–8                | Bahia Blanca, Parque de Mayo              |            |
| 1980     | 12 ottobre        | URBA           | Córdoba                     | 56–3                | Cipolletti, Marabunta RC                  |            |
| 1981     | 12 ottobre        | URBA           | Tucumán                     | 32–12               | Salta                                     |            |
| 1982     | 2 ottobre         | URBA           | Tucumán                     | 59–19               | San Juan                                  |            |
| 1983     |                   | URBA           | Cuyo                        | 53–3                |                                           |            |
| 1984     |                   | URBA           | Entre Ríos                  | 74–7                |                                           |            |
| 1985     |                   | Tucumán        | URBA                        | 13-9                |                                           |            |
| 1986     |                   | URBA           | Tucumán                     | 24–15               |                                           |            |
| 1987     |                   | Tucumán        | Córdoba                     | 32–3                |                                           |            |
| 1988     |                   | Tucumán        | URBA                        | 25–10               |                                           |            |
| 1989     |                   | Tucumán        | Rosario                     | 12–3                |                                           |            |
| 1990     |                   | Tucumán        | Cuyo                        | 27–13               |                                           |            |
| 1991     |                   | URBA           | Rosario                     | 28–16               |                                           |            |
| 1992     | 1º novembre       | Tucumán        | Córdoba                     | 16–11               | Corrientes, Aranduroga Rugby Club         |            |
| 1993     | 9 maggio          | Tucumán        | Rosario                     | 24–12               | Misiones, C.A. Posadas                    |            |
| 1994     | 9 maggio          | URBA           | Córdoba                     | 22–13               | Rosario C.A. Rosario                      |            |
| 1995     | 12 novembre 1995  | Córdoba        | Tucumán                     | 28–24               |                                           |            |
| 1996     |                   | URBA e Córdoba |                             |                     | (girone unico)                            |            |
| 1997     |                   | Córdoba        |                             |                     | (girone unico)                            |            |
| 1998     |                   | URBA           |                             |                     | (girone unico)                            |            |
| 1999     |                   | URBA           | Tucumán                     | 10–8                |                                           |            |
| 2000     |                   | URBA           | Tucumán                     | 35–16               |                                           |            |
| 2001     | 28 novembre       | Córdoba        | URBA                        | 30–20               |                                           |            |
| 2002     |                   | URBA           | Córdoba                     |                     | girone unico                              |            |
| 2003     |                   | URBA           | Rosario                     | 17–16               |                                           |            |
| 2004     |                   | Cuyo           | Córdoba                     | 30–12               |                                           |            |
| 2005     |                   | Tucumán        | Cuyo                        | 28–9                |                                           |            |
| 2006     | 1º aprile         | URBA           | Tucumán                     | 34–10               |                                           |            |
| 2007     | 31 marzo          | URBA           | Tucumán                     | 27–10               | San Miguel de Tucumán, Lawn Tennis        |            |
| 2008     | 5 ottobre         | URBA           | Tucumán                     | 9-10                | San Miguel de Tucumán, Lawn Tennis        |            |
| 2009     |                   | Córdoba        | Tucumán                     | 15-12               |                                           |            |
| 2010     | 24 aprile         | Tucumán        | Rosario                     | 19-13               | Rosario, Jockey Club                      |            |
| 2011     | 23 aprile         | Córdoba        | URBA                        | 16-18               | Buenos Aires, belrano Atheltic            |            |
| 2012     | 29 aprile         | Córdoba        | Rosario                     | 15-29               | Jockey Club, Rosario                      |            |
| 2013     | 30 novembre       | Tucumán        | Rosario                     | 33-20               | Jockey Club, Rosario                      |            |
| 2014     |                   | Tucumán        | Córdoba                     | Girone all'italiana |                                           |            |
| 2015     |                   | URBA           | Córdoba                     | Girone all'italiana |                                           |            |
| 2016     |                   | URBA           | Cuyo                        | Girone all'italiana |                                           |            |
| 2017     |                   | URBA           | Tucumán                     | Girone all'italiana |                                           |            |